# Guineai labdarúgó-válogatott
A guineai labdarúgó-válogatott Guinea nemzeti csapata, amelyet a guineai labdarúgó-szövetség (franciául: Fédération Guinéenne de Football) irányít. A nemzeti tizenegy a Syli Nationale becenevet viseli. Legjobb eredményüknek az 1976-os afrikai nemzetek kupáján elért ezüstérem minősül, a labdarúgó-világbajnokságra még nem sikerült kijutniuk.

## Története

### Korai évek
A guineai labdarúgó-válogatott 1960. október 2-án játszotta első nemzetközi mérkőzését Nigéria ellen, amely 4-1-es vereséggel zárult. Az 1963-as afrikai nemzetek kupája-selejtezőn történt bemutatkozásuk jól sikerült: Nigéria ellen idegenben 2-2-es döntetlent sikerült kiharcolniuk. A Guineában rendezett visszavágót 1–0-s arányban megnyerték ugyan, de az Afrikai Labdarúgó-szövetség jóváhagyta Nigériai labdarúgó-szövetség óvását, mely szerint nem semleges játékvezetők vezették a találkozót, így a hazai csapatot az eredmény törlése nélkül diszkvalifikálták.
A válogatott első nagyobb sikerét az 1968-as nyári olimpiai játékok-selejtezőjén aratta: előbb Gabont 6-1-es összesítéssel, majd Algériát egy izgalmas, oda-visszavágós párharcban 5-4-es összesítéssel fektették két vállra, kiharcolva ezzel az ötkarikás játékokon való részvételt. Az olimpiai nem sikerült úgy, ahogy azt a guineai közvélemény várta volna - a csapat a Kolumbia elleni 3-2-es győzelem ellenére csoportjának utolsó helyén végzett. A szereplés sikertelen volt ugyan, de egy sikeres korszak első állomását jelentette.

### A válogatott "aranykora" (1970-1982)
Guinea a következő 12 évben Afrika jelentősebb labdarúgó-válogatottjai közé tartozott. Az 1963-as diszkvalifikációt követően 1970-ben első ízben, majd 1974-ben újfent sikeresen kvalifikálták magukat a kontinensviadalra, ekkortájt érték el a legjobb eredményeiket a világbajnoki-selejtezőkön, nemzeti labdarúgócsapataik pedig rendre szállították a jobbnál jobb eredményeket az afrikai kupaporondon.
Az 1976-os afrikai nemzetek kupáján a nemzeti labdarúgó-válogatott egészen a döntőig menetelt, ahol Marokkó nemzeti tizenegye csak egy utolsó percben szerzett egyenlítő góllal fosztotta meg Guineát első jelentősebb labdarúgó sikerétől.

### 1982 után
1982 után guineai labdarúgás tízéves mélypontja következett. 1982 és 1992 között, 6 sikertelen afrikai nemzetek kupája-selejtező után Titi Camara vezetésével a guineai "új generáció" megtörte az egydekádnyi sikertelenséget és 1994-ben kvalifikáltak a kontinensviadalra. Azóta 1998-ban, illetve 2004 óta sorozatban harmadszor vitték véghez mindezt úgy, hogy 2004-ben és 2006-ban is a negyeddöntőig jutottak. A jelen kor guineai labdarúgásának legfőbb célja a világbajnoki szereplés lenne, azonban ez még várat magára.

## Nemzetközi eredmények
Afrikai nemzetek kupája:
- Ezüstérmes: 1 alkalommal (1976)

Amilcar Cabral kupa:
- Aranyérmes: 5 alkalommal (1981, 1982, 1987, 1988, 2005)
- Ezüstérmes: 1 alkalommal (1989)
- Bronzérmes: 4 alkalommal (1979, 1980, 1997, 2000)

## Világbajnoki szereplés
- 1930 - 1962: Nem indult.
- 1966: Visszalépett.
- 1970: Nevezésüket nem fogadta el a FIFA.
- 1974 - 1998: Nem jutott be.
- 2002: A selejtezők során a FIFA kizárta.
- 2006: Nem jutott be.
- 2010: Nem jutott be.
- 2014: Nem jutott be.
- 2018: Nem jutott be.

## Afrikai nemzetek kupája-szereplés
| Év   | Eredmény      |
| ---- | ------------- |
| 1957 | Nem indult    |
| 1959 | Nem indult    |
| 1962 | Nem indult    |
| 1963 | Kizárták      |
| 1965 | Nem jutott be |
| 1968 | Nem jutott be |
| 1970 | Csoportkör    |
| 1972 | Nem jutott be |
| 1974 | Csoportkör    |
| 1976 | Ezüstérmes    |

| Év   | Eredmények    |
| ---- | ------------- |
| 1978 | Nem jutott be |
| 1980 | Csoportkör    |
| 1982 | Nem jutott be |
| 1984 | Nem jutott be |
| 1986 | Nem jutott be |
| 1988 | Nem jutott be |
| 1990 | Nem jutott be |
| 1992 | Nem jutott be |
| 1994 | Csoportkör    |
| 1996 | Nem jutott be |

| Év   | Eredmények    |
| ---- | ------------- |
| 1998 | Csoportkör    |
| 2000 | Nem jutott be |
| 2002 | Kizárták      |
| 2004 | Negyeddöntő   |
| 2006 | Negyeddöntő   |
| 2008 | Negyeddöntő   |
| 2010 | Nem jutott be |
| 2012 | Csoportkör    |
| 2013 | Nem jutott be |
| 2015 | Negyeddöntő   |

## Játékosok

### Jelenlegi keret
A 2008-as afrikai nemzetek kupája hivatalos játékoskeret. (2008. január)
| Szám | Poszt | Név                   | Születési dátum (Kor) | Vál. | Klub             |
| ---- | ----- | --------------------- | --------------------- | ---- | ---------------- |
| 1    | K     | Naby Diarso           | 1977. január 1.       |      | Satellite FC     |
| 2    | KP    | Pascal Feindouno      | 1981. február 27.     |      | AS Saint-Étienne |
| 3    | V     | Ibrahima Camara       | 1985. január 1.       |      | Le Mans          |
| 4    | KP    | Mohamed Cisse         | 1982. február 10.     |      | Bursaspor        |
| 5    | V     | Dianbobo Baldé        | 1975. október 5.      |      | Celtic FC        |
| 6    | V     | Kamil Zayatte         | 1985. március 7.      |      | Young Boys       |
| 7    | CS    | Fodé Mansare          | 1981. szeptember 3.   |      | Toulouse FC      |
| 8    | KP    | Kanfory Sylla         | 1980. július 7.       |      | Sivasspor        |
| 9    | CS    | Victor Correia        | 1985. január 12.      |      | AS Cherbourg     |
| 10   | CS    | Ismaël Bangoura       | 1985. január 2.       |      | Dinamo Kijiv     |
| 11   | CS    | Souleymane Youla      | 1981. november 29.    |      | Lille OSC        |
| 12   | V     | Alsény Camara         | 1986. november 4.     |      | Rodez AF         |
| 13   | KP    | Mohamed Sakho         | 1988. augusztus 5.    |      | Étoile du Sahel  |
| 14   | KP    | Naby Soumah           | 1988. augusztus 4.    |      | CS Sfaxien       |
| 15   | V     | Oumar Kalabane        | 1981. április 8.      |      | Manisaspor       |
| 16   | V     | Kémoko Camara         | 1975. április 5.      |      | klub nélküli     |
| 17   | V     | Mamadou Alimou Diallo | 1984. december 2.     |      | Sivasspor        |
| 18   | KP    | Samuel Johnson        | 1984. január 25.      |      | el-Iszmájli      |
| 19   | CS    | Karamoko Cisse        | 1988. november 14.    |      | Hellas Verona    |
| 20   | V     | Jean Habib Balde      | 1985. február 8.      |      | Stade de Reims   |
| 21   | V     | Daouda Jabi           | 1981. április 10.     |      | Trabzonspor      |
| 22   | K     | Naby Yattara          | 1984. január 12.      |      | RACS Couillet    |
| 23   | V     | Mamadou Diouldé Bah   | 1988. április 25.     |      | RC Strasbourg    |

### 2008-ban a keretbe hívott játékosok
A 2008-as afrikai nemzetek kupája előzetes keretében szereplő, de a kontinensviadalra nem nevezett játékosok listája.
| Szám | Poszt | Név                    | Születési dátum (Kor) | Vál. | Klub               |
| ---- | ----- | ---------------------- | --------------------- | ---- | ------------------ |
|      | K     | Hamidou Camara         | 1981. október 4.      |      | Ipswich Town FC    |
|      | V     | Ibrahima Diallo        | 1985. szeptember 26.  |      | R. Charleroi SC    |
|      | KP    | Mamadou Bah            | 1988. április 25.     |      | RC Strasbourg      |
|      | KP    | Ibrahima Bangoura      | 1982. december 8.     |      | Troyes AC          |
|      | KP    | Mangue Camara          | 1982. augusztus 14.   |      | F.C. Rouen         |
|      | KP    | Minka Yady Camara      | 1989. október 15.     |      | Le Mans            |
|      | KP    | Ibrahima Souare        | 1982. július 14.      |      | FC Martigues       |
|      | KP    | Larson Touré           | 1984. július 20.      |      | OSC Lille          |
|      | KP    | Ibrahim Yattara        | 1980. június 2.       |      | Trabzonspor        |
|      | CS    | Mohamed Karba Bangoura | 1986. március 10.     |      | Olympique Huribzsa |
|      | CS    | Sambegou Bangoura      | 1982. április 3.      |      | Boavista FC        |
|      | CS    | Alhassane Keita        | 1983. június 26.      |      | al-Ittihád         |

### Híresebb játékosok
- Dianbobo Balde, a Celtic FC jelenlegi válogatott középhátvédje.
- Titi Camara, a guineai labdarúgás legjobb és legismertebb játékosa. Fiatal csatárként olyan patinás francia klubokban fordult meg, mint a Sant-Étienne, a Lens és az Olympique Marseille, azonban legemlékezetesebb cselekedete a Liverpoolhoz kötődik, amikor a West Ham elleni győztes találata után földre rogyva zokogott egy nappal korábban elhunyt édesapja miatt.
- Kaba Diawara, Franciaországban született guineai csatár, aki a francia U21-es válogatottban hívta fel magára a figyelmet, majd később hazája nemzeti válogatottjában is szerephez jutott. Klubjai közül az Girondins Bordeaux-ban töltött évei mondhatók a legsikeresebbnek.
- Pascal Feindouno, az Sant-Étienne támadó középpályása.
- Alhassane Keita, a 2005-2006-os svájci labdarúgó-bajnokság gólkirálya az FC Zürich színeiben.
- Mohammed Sylla, a Kilmarnock jelenlegi szélsője.
- Pablo Thiam, a VfL Wolfsburg jelenlegi védekező középpályása.
- Ibrahima Yattara, a Trabzonspor jelenlegi jobbszélsője.
- Souleymane Youla, a Lille jelenlegi csatára.

## Szövetségi kapitányok
- Didier Six (2019–2021)
- Kaba Diawara (2021–)

## Külső hivatkozások
- Guinea a FIFA.com-on Archiválva 2012. február 6-i dátummal a Wayback Machine-ben (angolul)
- Guinea a cafonline.com-on (angolul)
- Guinea mérkőzéseinek eredményei az rsssf.com-on (angolul)
- Guinea mérkőzéseinek eredményei az EloRatings.net-en (angolul)
- Guinea a national-football-teams.com-on (angolul)
- Guinea a transfermarkt.de-n (németül)
- Guinea a weltfussball.de-n (németül)
- Guinea a fedefutbol.net-en (spanyolul)

1. ↑  The FIFA/Coca-Cola World Ranking. FIFA
2. ↑  World Football Elo Ratings. eloratings.net